# Ultimaker
Ultimaker là công ty sản xuất máy in 3D có trụ sở tại Hà Lan, có văn phòng và dây chuyền lắp ráp ở Mỹ. Họ chuyện về các máy in 3D FFF, phát triển phần mềm in 3D, và bán các vật liệu in 3D có thương hiệu. Các dòng sản phẩm chính của họ gồm có: Dòng Ultimaker 3, Ultimaker 2+ và Ultimaker Original+. Các sản phẩm được sử dụng trong công nghiệp ô-tô, kiến trúc, chăm sóc sức khỏe, giáo dục và sản xuất mô hình nhỏ.

## Lịch sử
Ultimaker BV là công ty máy in 3D được Martijn Elserman, Erik de Bruijn, và Siert Wijniathành thành lập vào năm 2011. Ultimaker bắt đầu bán sản phẩm ra thị trường vào tháng 5/2011. Trụ sở của công ty được đặt tại ProtoSpace Utrecht nơi Wijnia tổ chức hai hội thảo về xây dựng máy in 3D RepRap Darwin. Hai hội thảo Beta được tổ chức tại ProtoSpace Utrecht bắt đầu vào tháng 9 và tháng 12 năm 2010, mỗi buổi họp gồm 10 buổi tối thứ Hai. Erik de Bruijn và Martijn Elserman đã hỗ trợ các hội thảo này. Sự thất vọng vì họ không có khả năng thiết kế Darwin để làm việc đã dẫn đến nguồn cảm hứng để tạo ra thiết kế của riêng họ. Thay vì gắn bó với nguyên tắc RepRap, máy in của họ có thể in các bộ phận riêng của họ, họ đã thiết kế máy in của họ được chế tạo chủ yếu bằng các phần ván ép bằng laser, có thể tạo ra các đơn đặt hàng có cường độ nhanh hơn các bộ phận in vào thời điểm đó. Nguyên mẫu đầu tiên của họ mang tên "Ultoto protobox" nhưng nguyên mẫu mới hơn chỉ mang tên "Ultimaker". Vào tháng 3 năm 2011, Ultimaker ltd. phát hành sản phẩm hoàn chỉnh đầu tiên của họ, "Ultimaker" (được đổi tên năm 2013 thành "Ultimaker Original") theo giấy phép Creative Commons BY-NC. Bản gốc Ultimaker được phân phối như một bộ KIT tự ráp mà những người có sở thích và kỹ thuật viên đã tự lắp ráp. Nó có thể in các tập tin lên đến 21 x 21 x 20,5 cm ở độ phân giải tối đa 20 micron. Người dùng bắt đầu chia sẻ trải nghiệm của họ và tham gia một cộng đồng phát triển nhanh.

### Các cột mốc
2013 - Ultimaker 2 được phát hành. Thị trường mục tiêu là người dùng gia đình, trường học và thư viện, doanh nghiệp nhỏ và nhà thiết kế công nghiệp sử dụng in 3D để tạo mẫu nhanh và sản xuất.
2015 - Năm 2015, doanh thu của Ultimaker tăng gấp đôi, với 35% khách hàng mới đến từ thị trường Bắc Mỹ.
2017 - Sự hiện diện của Ultimaker tại Hoa Kỳ đã tăng lên bao gồm mạng lưới 37 nhà bán lại. Trong E.U, Bosch và Ultimaker thông báo rằng Bosch sẽ trang bị cho các văn phòng trên toàn thế giới của họ bằng máy in Ultimaker.
2018 - Hợp tác với các nhà sản xuất vật liệu DSM, BASF, DuPont Transportation & Advanced Polymers, Owens Corning, Mitsubishi, Henkel, Kuraray, Solvay và Clariant để tạo hồ sơ cho in ấn nhựa kỹ thuật cao cấp và vật liệu tổng hợp.

## Phần mềm
Phần mềm đầu tiên của họ chạy dưới phiên bản sửa đổi của Replicator-G. Sau đó, họ đã chuyển sang Cura vì ngày càng có nhiều người dùng bắt đầu sử dụng phần mềm này thay cho Replicator-G, vốn được sản xuất với Makerbot. Khi nhà phát triển chính của Cura bắt đầu làm việc cho Ultimaker, Cura trở thành sản phẩm phần mềm dẫn đầu cho Ultimaker. Cura nhanh chóng trở thành phần mềm yêu thích của những người đam mê in 3D. Khảo sát của YouMagine cho thấy 58% người dùng được khảo sát đã sử dụng Cura, so với 23% sử dụng Slic3r. Vào ngày 26 tháng 9 năm 2017, công ty đã thông báo rằng Cura đã đạt được một triệu người dùng. Thông báo này được cong bố tại triển lãm TCT.

## Các sản phẩm
Không giống như dự án RepRap, Ultimaker không tập trung vào mục đích cuối cùng của việc tự sao chép. Máy in Ultimaker được thiết kế để tạo các bản in chất lượng cao. Ultimaker bán dòng sản phẩm Ultimaker Original như một bộ sản phẩm DIY và Ultimaker 2 và 3 là những chiếc máy được lắp ráp sẵn. Một trong những tính chất đặc biệt của máy in Ultimaker là chuyển động thẳng đứng được thực hiện bằng cách di chuyển bàn in, chứ không phải đầu phun.

### Ultimaker Original

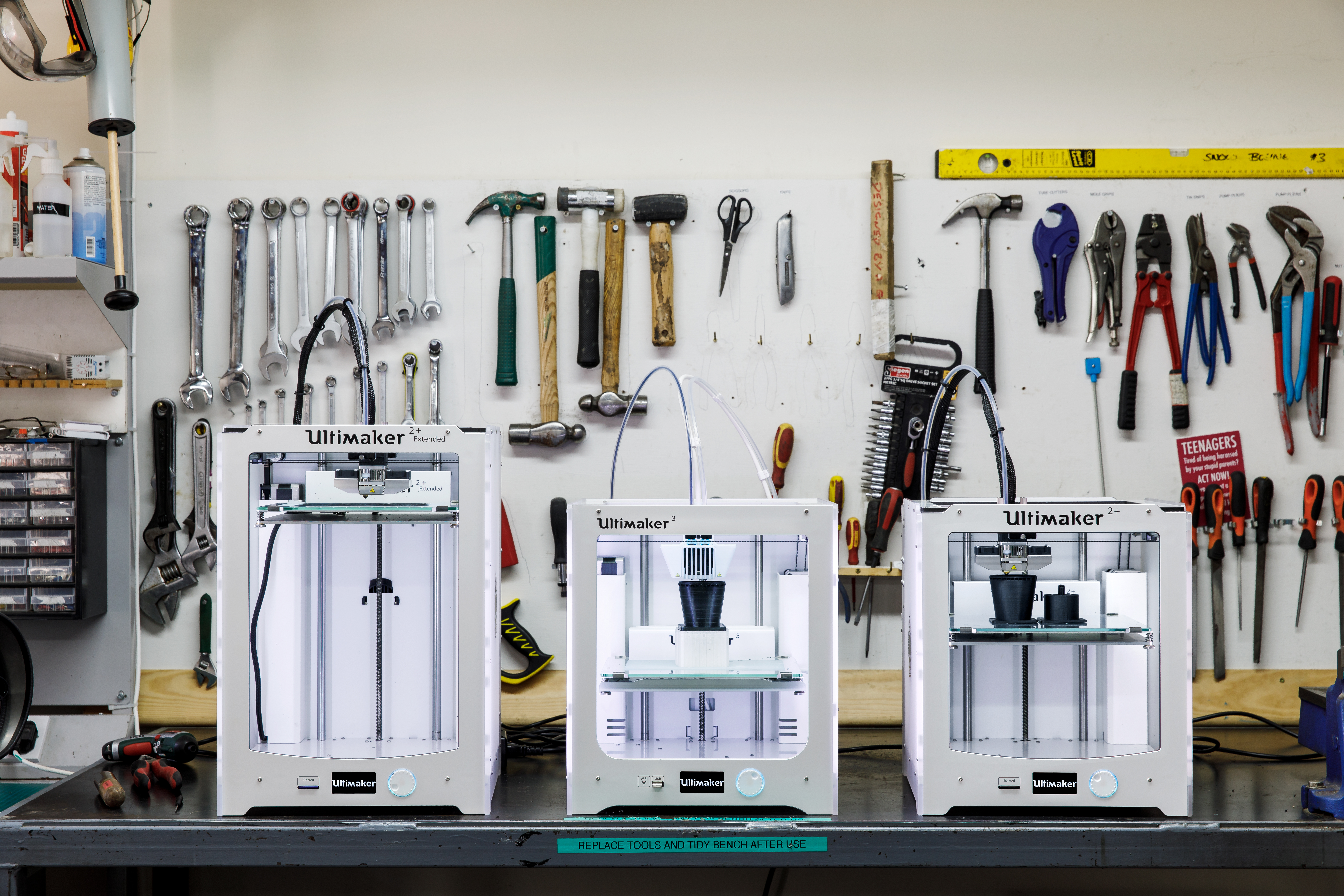
Máy in Ultimaker

Ultimaker Original là người tiền nhiệm của Ultimaker 2 và được phát hành vài tháng sau khi công ty được thành lập. Ultimaker Original có thể được sửa đổi theo sở thích của người dùng. Vào năm 2012, Ultimaker Original đã được trao tặng máy in 3D nhanh nhất và chính xác nhất trên tạp chí MAKE.

### Ultimaker 2

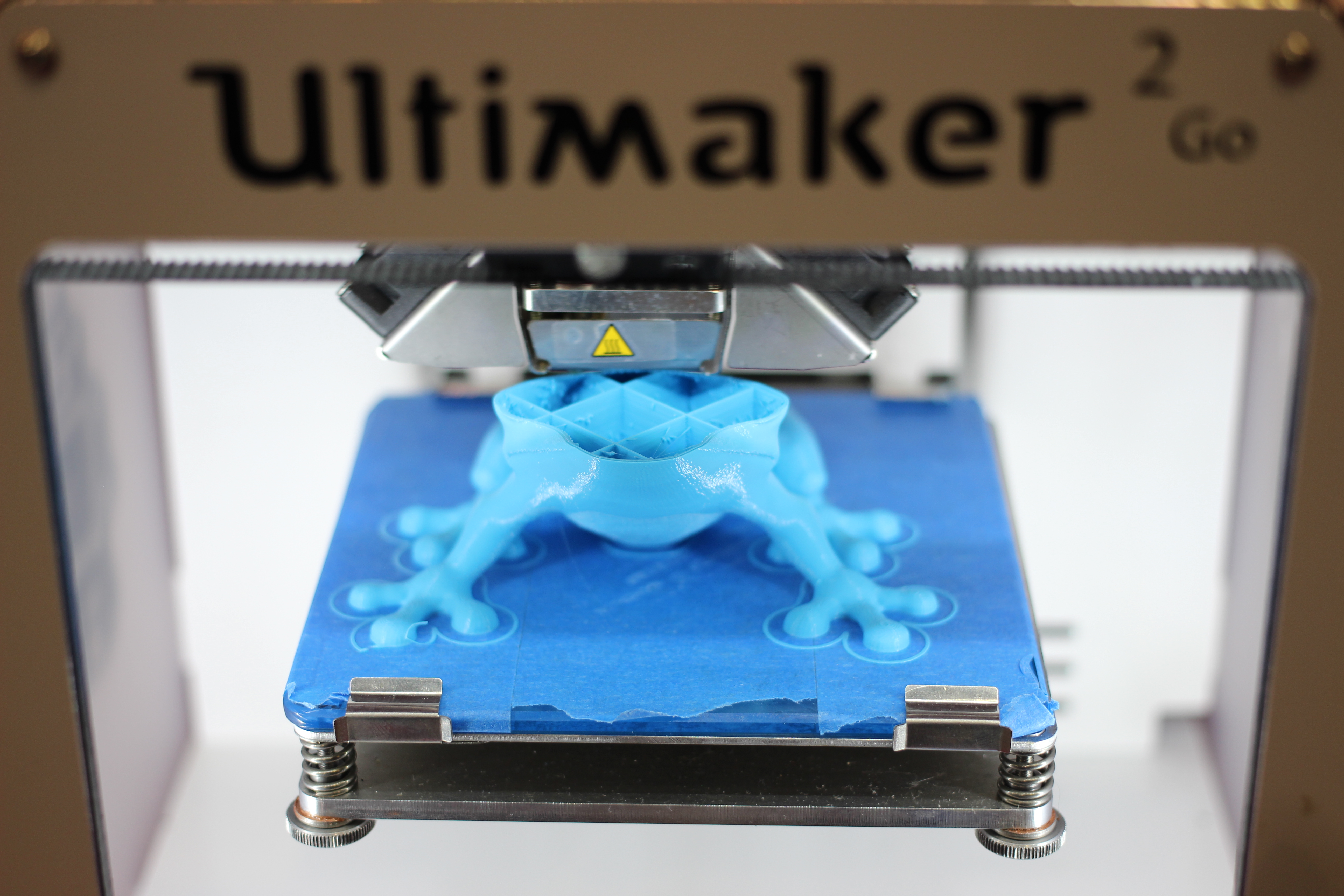
Máy in 3D Ultimaker in một đối tượng

Ultimaker 2 là phiên bản kế thừa của Ultimaker Original và được phát hành vào tháng 9 năm 2013. Tạp chí MAKE đã phân loại Ultimaker 2 là "máy in 3D kiến trúc mở tốt nhất năm 2014" và đặt tên là Á hậu trong danh mục "Prosumer FFF".

### Ultimaker 2 Go
Ultimaker 2 Go là thiết kế nhỏ gọn và di động đi kèm với vỏ du lịch để vận chuyển dễ dàng. Ngày phát hành tháng 4 năm 2015. Máy in này cùng với Ultimaker 2 Extended là những bổ sung mới nhất cho dòng máy in Ultimaker. Đạt vị trí thứ 2 trong hạng mục Cơ động nhiều nhất trong Đánh giá về chế tạo kỹ thuật số của tạp chí MAKE năm 2015.

### Ultimaker 2 Extended
Phát hành vào tháng 4 năm 2015. Đạt vị trí số 1 trong hạng mục Định dạng lớn nhất trong Dánh giá về chế tạo kỹ thuật số của tạp chí MAKE  2015. Được đánh giá là máy in 3D trong top 5 bởi 3DForged.com. Nó tương tự như Ultimaker 2 bình thường, ngoại trừ khối lượng xây dựng cao hơn 10 cm và khung lớn hơn một chút.

### Ultimaker 3 và Ultimaker 3 Extended
Ultimaker 3 được phát hành vào ngày 18 tháng 10 năm 2016 và giới thiệu bản in 3D đùn kép chuyên nghiệp cho máy tính để bàn. Nó được đặt tên là máy in 3D tốt nhất cho năm 2017 bởi All3DP.

### Ultimaker S5
Ultimaker S5 được giới thiệu vào tháng 4 năm 2018. Nó tăng diện tích xây dựng của trục X trong khi duy trì diện tích xây dựng của trục Z và giới thiệu một hệ thống trung chuyển tạm dừng khi vật liệu hết và tiếp tục khi vật liệu mới được nạp.

### Ultimaker Materials
Máy in 3D Ultimaker hiện đang in bằng cách sử dụng các sợi có thương hiệu của công ty khác được làm từ polypropylene (PP), polyvinyl axetat (PVA), acrylonitrile butadien styren (ABS), axit polylactic (PLA), Tough PLA, Copolyester (CPE), Nylon, Polycacbonat, nhựa nhiệt dẻo polyurethane (TPU 95A) và PVA hòa tan trong nước hoặc vật liệu tương thích của bên thứ ba. Một vật liệu ly khai đã được phát triển và phát hành vào năm 2017 để hỗ trợ in ấn đa chức năng và giảm thời gian hậu xử lý.

## Thông số kỹ thuật
| Biến thể                       | Ultimaker Original               | Ultimaker 2                      | Ultimaker 2 Go                   | Ultimaker 2 Extended             | Ultimaker 3                      | Ultimaker 3 Extended             | Ultimaker S5                                                                               |
| ------------------------------ | -------------------------------- | -------------------------------- | -------------------------------- | -------------------------------- | -------------------------------- | -------------------------------- | ------------------------------------------------------------------------------------------ |
| Ngày phát hành                 | March 2011                       | September 2013                   | April 2015                       | April 2015                       | October 2016                     | October 2016                     | April 2018                                                                                 |
| Khối lượng xây dựng            | 21 cm × 21 cm × 20.5 cm          | 22.3 cm × 22.3 cm × 20.5 cm      | 12 cm × 12 cm × 11.5 cm          | 22.3 cm × 22.3 cm × 30.5 cm      | 21.5 cm x 21.5 cm x 20.0 cm      | 21.5 cm x 21.5 cm x 30.0 cm      | 33 cm x 24 cm x 30 cm                                                                      |
| Khối lượng xây dựng đùn kép    | not supported                    | Not supported                    | Not supported                    | Not supported                    | 19.7 cm x 21.5 cm x 20.0 cm      | 19.7 cm x 21.5 cm x 30.0 cm      | 33 cm x 24 cm x 30 cm                                                                      |
| Độ phân giải lớp               | up to 20 microns                 | up to 20 microns                 | up to 20 microns                 | up to 20 microns                 | up to 20 microns                 | up to 20 microns                 | 0.25 mm nozzle 150 - 60 micron 0.4 mm nozzle 200 - 20 micron 0.8 mm nozzle 600 - 20 micron |
| Tốc độ in                      | 30 mm - 300 mm/s                 | 30 mm - 300 mm/s                 | 30 mm - 300 mm/s                 | 30 mm - 300 mm/s                 | 30 mm - 300 mm/s                 | 30 mm - 300 mm/s                 | 24 cubic mm/s                                                                              |
| Tốc độ di chuyển               | 30 mm - 350 mm/s                 | 30 mm - 350 mm/s                 | 30 mm - 350 mm/s                 | 30 mm - 350 mm/s                 | 30 mm - 350 mm/s                 | 30 mm - 350 mm/s                 |                                                                                            |
| Đường kính sợi                 | 2.85 mm recommended              | 2.85 mm recommended              | 2.85 mm recommended              | 2.85 mm recommended              | 2.85 mm recommended              | 2.85 mm recommended              | 2.85 mm                                                                                    |
| Đường kính vòi phun            | 0.4 mm swappable                 | 0.4 mm swappable                 | 0.4 mm swappable                 | 0.4 mm swappable                 | 0.4 mm swappable                 | 0.4 mm swappable                 | 0.25 mm, 0.4 mm, 0.8 mm                                                                    |
| Nhiệt độ vòi phun khi vận hành | 180 °C - 260 °C                  | 180 °C - 260 °C                  | 180 °C - 260 °C                  | 180 °C - 260 °C                  | 180 °C - 280 °C                  | 180 °C - 280 °C                  | 180 °C - 280 °C                                                                            |
| Nhiệt độ bàn in khi vận hành   | -                                | 50 °C – 100 °C                   | -                                | 50 °C - 100 °C                   | 20 °C - 100 °C                   | 20 °C - 100 °C                   | 20 °C - 140 °C                                                                             |
| Kích thước khung               | 35.7 cm × 34.2 cm × 38.8 cm      | 35.7 cm × 34.2 cm × 38.8 cm      | 25.8 cm × 25.0 cm × 28.75 cm     | 49.3 cm × 34.2 cm × 68.8 cm      | 34.2 cm x 38.0 cm x 38.9 cm      | 34.2 cm x 38.0 cm x 48.9 cm      | 49.5 cm x 45.7 cm x 52 cm                                                                  |
| Công nghệ                      | Chế tạo bằng sợi nóng chảy (FFF) | Chế tạo bằng sợi nóng chảy (FFF) | Chế tạo bằng sợi nóng chảy (FFF) | Chế tạo bằng sợi nóng chảy (FFF) | Chế tạo bằng sợi nóng chảy (FFF) | Chế tạo bằng sợi nóng chảy (FFF) | Chế tạo bằng sợi nóng chảy (FFF)                                                           |
| Phần mềm                       | Cura                             | Cura                             | Cura                             | Cura                             | Cura                             | Cura                             | Cura                                                                                       |